# Lourenço da Silva de Mendouça
Lourenço da Silva de Mendouça (bl. 1681–1684) war ein Brasilianer afrikanischer Abstammung und eine der ersten bekannten Persönlichkeiten des Abolitionismus.

## Biografie
Mendouça, der sich als Nachkommen der Könige von Kongo und Angola bezeichnete, war Prokurator der afroamerikanischen Einwohner im Königreich Portugal, Kastilien und Brasilien. Anscheinend wohnte er bereits seit längerer Zeit in Portugal, bevor er eine diplomatische Reise unternahm, die ihn zunächst nach Spanien an den Hof Karls II. in Madrid führte, wo er als Gründer der Bruderschaft „Unsere Liebe Frau Stern der Schwarzen (Nuestra Señora de las Estrellas de los Negros)“ die Erlaubnis erhielt, für diese Bruderschaft zu werben.
1681–1684 erschien Mendouça am Hof des Papstes Innozenz XI. und trat dort für die Abschaffung der Sklaverei ein, da jeder Mensch eine göttliche Seele habe und die Hautfarbe zufällig sei. Als Argument für seine Sache hatte er ein Blatt Papier mitgebracht, auf dem jemand mit geübter Handschrift auf Portugiesisch notiert hatte: In einem Buch von João Bottero (sic!) stehe, dass Papst Paul IV. 1533 geschrieben habe, die indigenen Bewohner Westindiens sollten keine Sklaven sein.
Mendouça schilderte in Rom die Misshandlung der Sklaven in Brasilien; seine Ausführungen, die eine hohe Bildung erkennen lassen, blieben in den Akten der Propaganda Fide erhalten. Die Reaktionen, die ebenfalls dokumentiert sind, waren überwiegend positiv. Vor allem versuchten die Mitglieder der Kommission, Informationen darüber zu erhalten, ob Mendouças Bericht zuverlässig war. Erzbischof Edoardo Cibo beispielsweise wollte wissen, ob spanische oder portugiesische Priester im Kongo in den Sklavenhandel involviert seien, ob afrikanische Kinder ihren Müttern gewaltsam genommen würden und ob sie auf den Sklavenschiffen „wie Tiere“ gehalten würden.
Mendouça erzielte einen Teilerfolg: Die Kongregation für die Glaubensverbreitung verurteilte den Sklavenhandel (nicht die Sklaverei selbst) und forderte die Könige von Spanien und Portugal auf, Schritte zu seiner Beseitigung zu unternehmen – was allerdings von diesen Regierungen ignoriert wurde.
Über Mendouças weiteres Leben ist nichts bekannt.